# Мацуленко, Виктор Антонович
Ви́ктор Антонович Мацуленко (род. 6 апреля 1920, Высоковск — 1 мая 1992, Москва) — журналист, редактор; военный историк, публицист, генерал-майор.

## Биография
Родился 6 апреля 1920 года в городе Высоковск Московской области. Член КПСС.
Во время Великой Отечественной войны проходил службу с февраля 1943 года в 1 гвардейской воздушно-десантной дивизии 37 Армии 2 Украинского фронта и 92 гвардейской стрелковой дивизии 3 Украинского Фронта.
Окончил Московскую сельскохозяйственную академию имени Тимирязева и командный факультет Военной академии химзащиты, в послевоенные годы — военно-исторический факультет Военной академии имени М. В. Фрунзе.
Доктор исторических наук (1964 г.), профессор кафедры истории военного искусства Военно-политической академии имени В. И. Ленина (1967).
В 1967—1982 годах был главным редактором «Военно-исторического журнала». Уволен из рядов Вооружённых сил в 1988 году.
Умер в 1992 году в Москве, похоронен на Троекуровском кладбище.

## Звания
- Генерал-майор (19.02.1968)
- Генерал-лейтенант (29.04.1985)

## Награды
- Орден Красной Звезды
- Орден Отечественной войны II степени
- Медаль «За победу над Германией в Великой Отечественной войне 1941—1945 гг.»

## Основные работы
- Мацуленко В.А. Разгром немецко-фашистских войск на Балканском направлении. Август - сентябрь 1944 года. — М.: Воениздат, 1957. — 116 с.
- Мацуленко В.А. Корейская народная армия. — М.: Воениздат, 1959. — 128 с.
- Мацуленко В.А. Удар с Днестровского плацдарма наступление 37-й армии 3-го Украинского фронта в августе 1944 года. — М.: Воениздат, 1961. — 180 с.
- Мацуленко В.А. Оперативная маскировка войск. — М.: Воениздат, 1975. — 200 с.
- Мацуленко В.А. Бастион мира. — М.: Наука, 1978. — 200 с.
- Мацуленко В.А. Боевое содружество вооруженных сил социалистических стран. — М.: Воениздат, 1983. — 173 с.
- Мацуленко В.А. Операции и бои на окружение. — М.: Воениздат, 1983. — 231 с.
- Мацуленко В.А. Великая Победа: всемирно-историческое значение Победы советского народа в Великой Отечественной войне. — М.: Знание, 1985. — 61 с.
- Освобождение Венгрии и Восточной Австрии // Военно-исторический журнал. — 1965. — Сентябрь (№ 9). — ISSN 0321-0626.
- Развитие оперативного искусства в наступательных операциях // Военно-исторический журнал. — 1967. — Октябрь (№ 10). — ISSN 0321-0626.
- Развитие тактики наступательного боя // Военно-исторический журнал. — 1968. — Февраль (№ 2). — ISSN 0321-0626.
- Локальные войны империализма (1946-1968 гг.) // Военно-исторический журнал. — 1968. — Сентябрь (№ 9). — ISSN 0321-0626.
- Некоторые особенности военного искусства в Ясско-Кишиневской операции // Военно-исторический журнал. — 1969. — Август (№ 8). — ISSN 0321-0626.
- Провал агрессии против Кубы // Военно-исторический журнал. — 1970. — Март (№ 3). — ISSN 0321-0626.
- Война в Корее // Военно-исторический журнал. — 1970. — Июнь (№ 6). — ISSN 0321-0626.
- Борьба частей корейской Народной армии и партизан в тылу врага // Военно-исторический журнал. — 1973. — Июль (№ 7). — ISSN 0321-0626.
- Оперативная маскировка войск в контрнаступлении под Сталинградом // Военно-исторический журнал. — 1974. — Январь (№ 1). — ISSN 0321-0626.
- Война в Корее (зимне-весенняя кампания 1950-1951 гг.) // Военно-исторический журнал. — 1976. — Апрель (№ 4). — ISSN 0321-0626.
- Битва на Волге // Военно-исторический журнал. — 1982. — Сентябрь (№ 9). — ISSN 0321-0626.
- Некоторые выводы из опыта начального периода Великой Отечественной войны // Военно-исторический журнал. — 1984. — Март (№ 3). — ISSN 0321-0626.
- Новый вклад в военно-историческую науку // Военная мысль. — 1965. — Октябрь (№ 10). — С. 80. — ISSN 0236-2058.
- Некоторые особенности подготовки наступательных операций с плацдармов по опыту Великой Отечественной войны // Военная мысль. — 1972. — Сентябрь (№ 9). — ISSN 0321-0626.
- Начальный период Великой Отечественной войны // Военная мысль. — 1975. — Апрель (№ 4). — С. 78. — ISSN 0236-2058.
- Характерные черты военного искусства в локальных войнах на Ближнем Востоке // Военная мысль. — 1977. — Июль (№ 7). — С. 74. — ISSN 0236-2058.
- Военные вопросы в истории КПСС // Военная мысль. — 1971. — Октябрь (№ 10). — С. 12. — ISSN 0236-2058.